# Hoboken (Nova Jérsia)
Hoboken é uma cidade localizada no Estado americano de Nova Jérsia, no Condado de Hudson. A sua área é de 5,1 km² (dos quais 1,8 km² estão cobertos por água), sua população é de 38 577 habitantes, e sua densidade populacional é de 11 636,5 hab/km² (segundo o censo americano de 2000). A cidade foi fundada em 1643, e incorporada em 1855.
Hoboken fica separada de Manhattan, Nova Iorque pelo rio Hudson.
Em 30 de junho de 1900, um incêndio nos cais causou cerca de 326 mortos.
É a cidade natal do cantor Frank Sinatra (1915-1998) e também do ex-tenista Michael Chang. A sede do Carlo's Bake Shop confeitaria mundialmente conhecida fica em Hoboken.